# Sette giorni al fiume Reno
Sette giorni al fiume Reno (in russo Семь дней до реки Рейн?, Sem' dnej do reki Rejn) era il nome in codice di una simulazione militare top-secret concepita nel 1979 dai capi militari del Patto di Varsavia. Il piano descriveva un possibile scenario di una guerra nucleare di sette giorni provocata dalla NATO, durante la quale l'URSS e gli alleati comunisti avrebbero risposto con il lancio di testate atomiche e l'avanzamento nel territorio dell'Europa occidentale fino al raggiungimento del Reno.
I preparativi iniziarono già nel 1979, con il dispiegamento di circa 60 000 carri armati nei paesi dell'Europa orientale, ma l'esercitazione non fu attuata a seguito della firma del SALT II avvenuta il 18 dicembre 1979.

## Desecretazione
Il piano, riguardante un possibile scenario della terza guerra mondiale, è stato reso pubblico dal governo polacco dopo le elezioni del 2005, al fine di "tracciare una linea sotto il passato comunista del paese" e di "educare l'opinione pubblica polacca sul vecchio regime".
Il ministro della difesa polacco Radosław Sikorski affermò che i documenti del precedente regime sarebbero stati declassificati e pubblicati attraverso l'Istituto della Memoria Nazionale entro il 2006.
Tra i documenti desecretati vi erano quelli riguardanti l'Operazione Danubio, le proteste in Polonia del 1970 e la legge marziale degli anni ottanta.

## Scenario

### Primo colpo nucleare della NATO
Lo scenario concepito prevedeva un primo colpo nucleare da parte della NATO contro le città polacche nell'area della valle della Vistola e contro le città cecoslovacche, impedendo ai comandanti del Patto di inviare rinforzi nella Repubblica Democratica Tedesca per prevenire una possibile invasione. Il piano prevedeva che il primo attacco avrebbe portato alla morte di due milioni di civili polacchi e alla completa distruzione della forza operativa polacca.

### Dispiegamento e organizzazione delle truppe
Con i territori polacchi avvelenati dalle radiazioni, le truppe sovietiche e del Patto stanziate in Europa sarebbero state tagliate fuori dal comando centrale in URSS, ed in previsione di ciò doveva essere realizzata un'imponente riserva militare ai confini dei paesi socialisti dell'Europa orientale in modo da garantire la più rapida espansione verso ovest. A guidare le operazioni sarebbe stato quindi il Gruppo di forze sovietiche in Germania, formato da cinque armate con divisioni di fanteria meccanizzata e carri armati. Nelle aree settentrionali avrebbero condotto l'azione la 2ª Armata carri della Guardia, la 20ª Armata della Guardia e la 3ª Armata d'assalto, dotate di sette divisioni di carri armati e cinque di fanteria motorizzata. La Nationale Volksarmee della Repubblica Democratica Tedesca, considerata la migliore forza del Patto di Varsavia dopo quella sovietica, avrebbe contribuito con due divisioni di carri armati e quattro di fanteria motorizzata.

### Secondo colpo nucleare dell'URSS e avanzata verso ovest
L'offensiva sarebbe stata massiccia e su un ampio fronte, tramite l'alternanza di bombardamenti nucleari con l'avanzamento delle truppe nelle regioni non contaminate. L'Unione Sovietica avrebbe dovuto rispondere con un secondo colpo nucleare contro la Germania Ovest, il Belgio, i Paesi Bassi, la Danimarca e l'Italia nord-orientale. Inoltre, le scorte degli equipaggiamenti dell'Esercito statunitense già posizionate in Germania e nei Paesi Bassi sarebbe stato particolarmente vulnerabili, consentendo al Patto di Varsavia di sconfiggere intere divisioni senza uno scontro diretto.
Il Patto di Varsavia si sarebbe scontrato con gli eserciti NATO nel Bassopiano germanico, considerato come il metodo più rapido per sconfiggere il maggior numero di Paesi nemici. Il Gruppo di manovra operativo sovietico sarebbe stato mantenuto in riserva fino allo sfondamento del fronte, penetrando quindi dietro le linee nemiche e indebolendo le truppe NATO. Stoccarda, Monaco e Norimberga nella Germania Ovest dovevano essere rase al suolo dalle armi nucleari e successivamente catturate dai Cecoslovacchi e dagli Ungheresi.
Nella Germania meridionale, avrebbero dovuto penetrare l'8ª Armata della Guardia e la 1ª Armata corazzata della Guardia, per un totale di tre divisioni di carri armati e tre di fucilieri motorizzati. Il Gruppo delle forze centrali sovietiche in Cecoslovacchia avrebbero contribuito con due divisioni di carri armati e tre fucili a motore; l'esercito popolare cecoslovacco aggiungerebbe anche tre divisioni carri armati e cinque fucili a motore. Le forze armate cecoslovacche erano probabilmente ancora considerate dai Sovietici come politicamente sospette a seguito degli eventi della primavera di Praga del 1968. Tuttavia, nonostante la distanza a linea d'aria fino al Reno fosse di circa 193 km, le divisioni avrebbero avuto serie difficoltà geografiche e soprattutto militari: le dieci divisioni tedesche occidentali e statunitensi stanziatevi erano le meglio equipaggiate della NATO, mentre il terreno era formato da colline, montagne e valli di collegamento che favorivano le truppe occidentali.
In Danimarca, i primi obiettivi nucleari dovevano essere Roskilde ed Esbjerg. Roskilde, pur non avendo alcuna importanza militare, è la seconda città più grande della Selandia e si trova a circa 35 km dalla capitale danese Copenaghen. Sarebbe stata presa di mira anche per il suo significato storico-culturale per demoralizzare la popolazione e l'esercito danese. Esbjerg, la quinta città più grande del paese, sarebbe stata presa di mira per il suo grande porto in grado di facilitare la consegna di grandi rinforzi NATO. Se ci fosse stata una resistenza danese dopo i due attacchi iniziali, altri obiettivi sarebbero stati bombardati.
In Austria, la capitale Vienna sarebbe stata colpita da due bombe da 500 kilotoni ed in seguito catturata dagli Ungheresi. Inizialmente, Vicenza, Verona, Padova e diverse basi NATO e statunitensi nell'Italia settentrionale (come la Base aerea di Aviano o la Caserma Ederle) avrebbero dovuto essere colpite da singole bombe da 500 kilotoni, ma in seguito il territorio italiano fu escluso dall'operazione.
Nel frattempo, l'Aeronautica sovietica e le forze d'assalto aeree sovietiche si dovevano aprire a ventaglio e occupare i ponti chiave, in particolare sui fiumi Weser e Reno, per mantenere lo slancio dell'offensiva di terra. Dovevano essere bombardati anche gli aeroporti, i quartieri generali militari e le sedi del governo di Bonn. Gli specnaz sovietici avrebbero cercato di sabotare le armi nucleari tattiche della NATO, i Pershing II, i missili da crociera lanciati da terra e le bombe nucleari a caduta libera prima del loro impiego. L'aviazione del Patto di Varsavia doveva essere ampiamente utilizzata, perché supponendo una guerra di sette giorni, non ci sarebbe stato il tempo necessario per eseguire un'adeguata campagna di soppressione della difesa aerea nemica. Tuttavia, con la risposta nucleare sovietica, gran parte della leadership della NATO sarebbe stata uccisa e di conseguenza le difese aeree della NATO sarebbero state disorganizzate, lasciando alle forze aeree del Patto di Varsavia la possibilità di proseguire l'avanzata verso ovest senza tentare di distruggere le difese aeree della NATO.
La Marina Sovietica sarebbe immediatamente passata all'offensiva, cercando di tagliare assieme alla Volksmarine la linea di rifornimento navale dal Nord America all'Europa. La Marina sovietica avrebbe anche cercato immediatamente di distruggere le portaerei americane, che con le loro armi nucleari aviotrasportate erano in grado di sferrare attacchi contro diversi obiettivi su ampie distanze. L'obiettivo più importante della Marina sovietica sarebbe stato quello di salvaguardare la propria flotta di sottomarini con missili balistici nascosti nel bastione del Mare di Barents: nel caso l'URSS vincesse o perdesse sulla terraferma, avrebbe mantenuto una capacità strategica di uno o più attacchi nucleari in risposta all'aggressione degli Stati Uniti.

### Oltre il Reno
I Sovietici avevano in programma di giungere a Lione entro il nono giorno dal primo attacco nucleare della NATO e di fermarsi sui Pirenei. I Cecoslovacchi pensavano che all'epoca fosse un piano troppo ottimista e alcuni pianificatori occidentali contemporanei ritennero che un simile obiettivo fosse difficile o addirittura irraggiungibile. C'erano anche piani per un'operazione navale nel Nord Atlantico contro le navi della NATO.

## Francia e Regno Unito
Le mappe associate al piano mostrano attacchi nucleari in molti stati della NATO, ma escludono sia la Francia che il Regno Unito. Sono state elaborate diverse teorie per questa mancanza di attacchi, la più probabile è che entrambi siano Stati con armi nucleari, e come tali posseggano arsenali nucleari che avrebbero potuto essere impiegati contro il blocco orientale.
Le forze francesi impiegarono una strategia nucleare nota come "deterrenza da debole a forte" (in francese dissuasion du faible au fort), considerata una strategia di "controvalore" che implica un contrattacco nucleare alle città orientali in risposta ad un attacco a quelle francesi.
The Guardian, tuttavia, ipotizza che "la Francia sarebbe sfuggita all'attacco, forse perché non è un membro della struttura integrata della NATO. Anche la Gran Bretagna, che è sempre stata al centro della NATO, sarebbe stata risparmiata, facendo pensare che Mosca voleva fermarsi al Reno per evitare di sovraccaricare le sue forze."
Nel 1966, il presidente Charles de Gaulle ritirò la Francia dalla struttura di comando militare integrata della NATO: mentre la Francia rimaneva un membro del Patto Atlantico e partecipava pienamente alle istanze politiche dell'Organizzazione, non era più rappresentata in comitati come il Gruppo di pianificazione nucleare e il Comitato di pianificazione della difesa. Le forze straniere furono rimosse dal territorio francese e le forze francesi vennero temporaneamente ritirate dai comandi della NATO. La 1ª Armata francese, con quartier generale a Strasburgo, al confine franco-tedesco, era il principale quartier generale sul campo che controllava le operazioni a sostegno della NATO nella Germania Ovest, oltre a difendere la Francia. Sebbene la Francia non facesse ufficialmente parte della struttura di comando della NATO, c'era un'intesa, formalizzata da regolari esercitazioni congiunte nella Germania Ovest, in base alla quale la Francia sarebbe andata in aiuto della NATO, in caso di attacco del Patto di Varsavia. A tal fine, il quartier generale e due divisioni del 2º Corpo francese erano di stanza permanentemente nella Germania occidentale, con il compito in tempo di guerra di sostenere il Central Army Group (CENTAG) della NATO e guidato dagli Stati Uniti.
Nel Regno Unito sono presenti molti obiettivi strategici (come le basi RAF Fylingdales, RAF Mildenhall e RAF Lakenheath) che dovrebbero quindi essere colpiti in modo convenzionale, sebbene un attacco nucleare sarebbe molto più efficace (e, come mostrato nei piani, un'opzione preferibile per la leadership sovietica, come dimostrano i loro attacchi nell'Europa occidentale). Il piano indica anche che i cacciabombardieri USAF, principalmente l'F-111 a lungo raggio, sarebbero stati impiegati negli attacchi nucleari e che sarebbero stati lanciati da quelle basi britanniche.
I Sovietici pianificarono di utilizzare un totale di circa 7,5 megatoni di armi atomiche durante un tale conflitto.